# Leptomydas turcicus
Leptomydas turcicus is een vliegensoort uit de familie Mydidae. De wetenschappelijke naam van de soort is voor het eerst geldig gepubliceerd in 1983 door Bowden.
De soort komt voor in Turkije.